# Listă de filme britanice din 1945
Aceasta este o listă de filme britanice din 1945:

## Lista
| Titlu                       | Regizor                            | Distribuție                                    | Gen                  | Note                                              |
| --------------------------- | ---------------------------------- | ---------------------------------------------- | -------------------- | ------------------------------------------------- |
| 29 Acacia Avenue            | Henry Cass                         | Gordon Harker, Betty Balfour                   | Comedy               |                                                   |
| The Agitator                | John Harlow                        | William Hartnell, Mary Morris                  | Drama                |                                                   |
| Blithe Spirit               | David Lean                         | Rex Harrison, Constance Cummings, Kay Hammond  | Comedy               | Noël Coward's play                                |
| Brief Encounter             | David Lean                         | Celia Johnson, Trevor Howard, Stanley Holloway | Romantic drama       | Number 2 in the list of BFI Top 100 British films |
| Caesar and Cleopatra        | Gabriel Pascal                     | Claude Rains, Vivien Leigh                     | Drama                | Based on George Bernard Shaw's play               |
| Dead of Night               | Charles Crichton, Basil Dearden    | Michael Redgrave, Mervyn Johns                 | Horror               | Anthology film                                    |
| Don Chicago                 | Maclean Rogers                     | Jackie Hunter, Eddie Gray                      | Comedy               |                                                   |
| The Echo Murders            | John Harlow                        | David Farrar, Dennis Price, Pamela Stirling    | Thriller             |                                                   |
| Flight from Folly           | Herbert Mason                      | Patricia Kirkwood, Hugh Sinclair               | Musical comedy       |                                                   |
| For You Alone               | Geoffrey Faithfull                 | Dinah Sheridan, Jimmy Hanley                   | Romance              |                                                   |
| Give Me the Stars           | Maclean Rogers                     | Leni Lynn, Will Fyffe, Olga Lindo              | Drama                |                                                   |
| Great Day                   | Lance Comfort                      | Eric Portman, Flora Robson                     | Drama                |                                                   |
| Handling Ships              | Alan Crick, John Halas             |                                                | Documentary/animated | First feature length British animation            |
| Home Sweet Home             | John E. Blakeley                   | Frank Randle, Nicolette Roeg                   | Musical/comedy       |                                                   |
| I Didn't Do It              | Marcel Varnel                      | George Formby, Billy Caryll, Hilda Mundy       | Comedy/crime         |                                                   |
| I Know Where I'm Going!     | Michael Powell, Emeric Pressburger | Wendy Hiller, Roger Livesey, Pamela Brown      | Romance              |                                                   |
| I Live in Grosvenor Square  | Herbert Wilcox                     | Anna Neagle, Rex Harrison                      | Romance/drama        |                                                   |
| I'll Be Your Sweetheart     | Val Guest                          | Margaret Lockwood, Vic Oliver                  | Musical              |                                                   |
| Johnny Frenchman            | Charles Frend                      | Tom Watt, Patricia Roc, Françoise Rosay        | World War II/drama   |                                                   |
| Journey Together            | John Boulting                      | Richard Attenborough, Jack Watling             | War                  |                                                   |
| Kiss the Bride Goodbye      | Paul L. Stein                      | Patricia Medina, Jimmy Hanley                  | Romantic comedy      |                                                   |
| Latin Quarter               | Vernon Sewell                      | Derrick De Marney, Joan Greenwood              | Thriller             |                                                   |
| Madonna of the Seven Moons  | Arthur Crabtree                    | Phyllis Calvert, Stewart Granger, Patricia Roc | Drama                |                                                   |
| The Man from Morocco        | Mutz Greenbaum                     | Anton Walbrook, Margaretta Scott               | World War II         |                                                   |
| Meet Sexton Blake           | John Harlow                        | David Farrar, Manning Whiley, Dennis Arundell  | Drama                |                                                   |
| Murder in Reverse           | Montgomery Tully                   | William Hartnell, Jimmy Hanley                 | Thriller             |                                                   |
| My Ain Folk                 | Germain Burger                     | Mabel Constanduros, Moira Lister               | Musical              | [ 1 ]                                             |
| Old Mother Riley at Home    | Oswald Mitchell                    | Arthur Lucan, Kitty McShane                    | Comedy               |                                                   |
| Painted Boats               | Charles Crichton                   | Jenny Laird, Robert Griffiths                  | Drama                |                                                   |
| Perfect Strangers           | Alexander Korda                    | Robert Donat, Deborah Kerr                     | Drama                |                                                   |
| Pink String and Sealing Wax | Robert Hamer                       | Googie Withers, Gordon Jackson, Mervyn Johns   | Drama                |                                                   |
| A Place of One's Own        | Bernard Knowles                    | James Mason, Margaret Lockwood                 | Drama                |                                                   |
| The Rake's Progress         | Sidney Gilliat                     | Rex Harrison, Lilli Palmer                     | Drama                |                                                   |
| The Seventh Veil            | Compton Bennett                    | James Mason, Ann Todd, Herbert Lom             | Melodrama            |                                                   |
| Strawberry Roan             | Maurice Elvey                      | William Hartnell, Carol Raye                   | Drama                |                                                   |
| They Were Sisters           | Arthur Crabtree                    | James Mason, Phyllis Calvert, Dulcie Gray      | Melodrama            |                                                   |
| Twilight Hour               | Paul L. Stein                      | Mervyn Johns, Basil Radford                    | Drama                |                                                   |
| Waltz Time                  | Paul L. Stein                      | Carol Raye, Patricia Medina                    | Musical              |                                                   |
| Waterloo Road               | Sidney Gilliat                     | John Mills, Stewart Granger                    | Drama                |                                                   |
| What Do We Do Now?          | Charles Hawtrey                    | George Moon, Barry Lupino, Leslie Fuller       | Comedy/musical       |                                                   |
| The Way to the Stars        | Anthony Asquith                    | Michael Redgrave, John Mills                   | World War II/drama   |                                                   |
| The Wicked Lady             | Leslie Arliss                      | Margaret Lockwood, James Mason                 | Drama                | Remade in 1983                                    |
| The World Owes Me a Living  | Vernon Sewell                      | David Farrar, Judy Campbell                    | Drama                |                                                   |